# Caskets
Caskets, gegründet 2018 unter dem Namen Captives, sind eine britische Post-Hardcore-Band aus Leeds, England.

## Geschichte

### Gründung
Die Band wurde von Bassist Christopher McIntosh, der damals noch die Rhythmusgitarre spielte, Benji Wilson (Lead-Gitarre) und Bassist Lee Horner gegründet, die zusammen ihr vorheriges Projekt Faultlines verließen, um sich neuen Projekten zu widmen. Die Band wurde mit James Lazenby (Schlagzeug) und Matthew Flood (Gesang) komplettiert. Flood hatte zuvor in der Pop Punk-Band Silhouettes Gitarre gespielt und gesungen. Am 23. September 2018 veröffentlichte die Band ihre Debüt-Single Ghost Like You via des YouTube-Kanals Dreambound. Die gleichnamige EP wurde für April 2019 angekündigt. Vor Veröffentlichung koppelte die Band mit Signs und Find a Way zwei weitere Singles aus, ehe die EP am 26. April 2019 in Eigenregie erschien.
Im Anschluss ging es auf eine Europa-Tour mit der australischen Post-Hardcore-Band Hands Like Houses und einer weiteren Show als Vorband für Bad Omens in Hannover. Im Sommer absolvierten Caskets mehrere Festival-Auftritte, unter anderem in Deutschland und Schweden und spielten einige Shows im Vorprogramm der japanischen Metalcore-Band Crystal Lake in Deutschland. Die Band ging im September 2019 für einige Konzerte mit Acres und Parting Gift auf Tour durch das Vereinigte Königreich. Dort spielten sie zum ersten Mal eine neue Single mit dem Namen Falling Apart.
Im Anschluss der Tour verließ Gründungsmitglied Lee Horner aus persönlichen Gründen die Band. Christopher McIntosh wechselte von der Rhythmusgitarre zum Bass. Als neuer Rhythmusgitarrist wurde der ehemalige Glamour of the Kill-Gitarrist Craig Robinson verpflichtet. Am 1. März 2020 veröffentlichten Caskets die zuvor nur live gespielte Single Falling Apart, erneut via Dreambound. Die Band wurde wenig später von SharpTone Records unter Vertrag genommen. Mit der Ankündigung, unter Vertrag genommen worden zu sein, kündigten Caskets ihre neue Single Glass Heart an, die am 4. Dezember 2020 erschien.

### Umbenennung und Debütalbum
In Folge eines Rechtsstreits mit einer australischen Band des gleichen Namens, die auf den Namen „Captives“ nur im Vereinigten Königreich Markenrechte beantragt hatte, wurde die britische Band gezwungen, ihren Namen in „Caskets“ zu ändern. Zwischenzeitlich wurde aufgrund dieses Rechtsstreits ihr YouTube-Kanal gelöscht und ihre Musik von sämtlichen Streaming-Anbietern heruntergenommen. Etwa zwei Wochen nach der Namensänderung waren die Inhalte der Band auf den jeweiligen Seiten wieder abrufbar. Die Band erklärte, dass es ohne einen Namenswechsel für sie unmöglich gewesen wäre, für die Dauer von etwa zwölf Monaten neue Musik zu veröffentlichen.
Nun unter ihrem neuen Namen Caskets kündigte die Band eine neue Single für den 7. Mai 2021 an, die Lost in Echoes heißen sollte. Nach der Veröffentlichung dieser Single wurde das Debüt-Album Lost Souls angekündigt, das am 13. August erschien. Die Singles Glass Heart und Lost in Echoes sind auf diesem Album zu finden, Falling Apart wurde ab diesem Zeitpunkt fest in die Tracklist der neueren Auflagen der EP Ghost Like You integriert, nachdem der Song zuvor auf einer auf 50 handnummerierte Exemplare limitierten Version der EP mit alternativem, schwarzen Cover, erschien, die innerhalb weniger Stunden vergriffen war. Die dritte Single The Only Ones wurde am 19. Juni für den 25. Juni angekündigt. Am 31. Juli 2021 wurde die vierte und letzte Single Drowned in Emotion für den 6. August angekündigt.
Im Anschluss der Veröffentlichung ihres Debüt-Albums geht die Band im Herbst 2021 auf Tour im Vorprogramm der schwedischen Alternative-Rock-Band Normandie, die ebenfalls von der US-amerikanischen Post-Hardcore-Band Thousand Below unterstützt wird. Diese Tour führte unter anderem durch Deutschland, Österreich, die Schweiz, Belgien, Niederlande und das Vereinigte Königreich. Zuvor waren die Auftritte aufgrund der COVID-19-Pandemie vom März 2021 auf Oktober verschoben worden. Allerdings hatten Caskets bekannt gegeben, dass sie diese Tour aus terminlichen Gründen absagen müssen.
Wenig später wurde Caskets als Vorband einer EU-Tour für die US-amerikanische Band Dance Gavin Dance bestätigt, die eigentlich im September und Oktober 2022 hätte stattfinden sollen aber aufgrund von Krankheit des Dance-Gavin-Dance-Sängers Jon Mess auf März 2023 verschoben werden musste. Aufgrund der Kontroverse um den Sänger für Klargesang Tilian Pearson, der wegen Anschuldigungen des sexuellen Missbrauchs kurzzeitig die Band verlassen hatte, kurze Zeit später aber in einem offiziellen Statement der Band wieder als vollwertiges Mitglied bestätigt worden war, gaben Caskets daraufhin bekannt, die gemeinsame Tour absagen zu müssen.

### Zweites Album: Reflections
Am 25. August 2023 veröffentlichte Caskets ihr Nachfolgealbum Reflections. Zuvor waren mehrere Singles ausgekoppelt worden. Während des Jahres 2023 spielte die Band zahlreiche Konzerte als Support für We Came as Romans auf ihrer EU/UK-Tour im Mai, sowie als Vorband für Blessthefall (3. August 2023 bis 7. September 2023). Vom 20. November bis 14. Dezember spielte die Band als Vorband für Of Mice & Men 18 Konzerte in Europa und dem Vereinigten Königreich. Kurz nach Beendigung des letzten Konzertes des Tourblocks auf dem europäischen Festland kündigte Caskets an, auf der "The Deathless Tour" (13. März bis 30. April 2024) von Set It Off mitzuspielen und diese zusammen mit Crown the Empire und Death by Romy zu unterstützen.
Am 25. Februar 2024 gaben Caskets die Trennung von Gründungsmitglied und Bassisten Christopher McIntosh bekannt. Am 28. Februar gab die Band bekannt, beim Aftershock Festival in Sacramento, Kalifornien, zu spielen. Headliner der Ausgabe des Festivals sind unter anderem Slayer, Slipknot, Iron Maiden und Motley Crue. Am 7. März verkündete Caskets ihre eigene Headliner Tour in Australien, auf der sie Shows in Perth, Adelaide, Melbourne, Wollongong, Sydney, Brisbane und Newcastle spielen werden. Unterstützt werden sie dabei von The Home Team. Am 27. Juni kündigten Caskets ihre erste Headliner-Tour in den USA und Kanada an, die vom 10. September bis 16. Oktober geplant ist.

## Diskografie
- 2019: Ghost Like You (EP)
- 2021: Lost Souls (Album, SharpTone Records)
- 2023: Reflections (Album, SharpTone Records)